# Episodi di Nowhere Boys (prima stagione)
La prima stagione della serie televisiva Nowhere Boys è stata trasmessa dal canale australiano ABC3 dal 7 novembre 2013 al 30 gennaio 2014.
In Italia la prima stagione è stata interamente pubblicata su Netflix il 1º aprile 2017.
| nº | Titolo originale | Titolo italiano | Prima TV originale | Prima TV Italia |
| -- | ---------------- | --------------- | ------------------ | --------------- |
| 1  | Episode One      | Episodio 1      | 7 novembre 2013    | 1º aprile 2017  |
| 2  | Episode Two      | Episodio 2      | 14 novembre 2013   | 1º aprile 2017  |
| 3  | Episode Three    | Episodio 3      | 21 novembre 2013   | 1º aprile 2017  |
| 4  | Episode Four     | Episodio 4      | 28 novembre 2013   | 1º aprile 2017  |
| 5  | Episode Five     | Episodio 5      | 5 dicembre 2013    | 1º aprile 2017  |
| 6  | Episode Six      | Episodio 6      | 12 dicembre 2013   | 1º aprile 2017  |
| 7  | Episode Seven    | Episodio 7      | 19 dicembre 2013   | 1º aprile 2017  |
| 8  | Episode Eight    | Episodio 8      | 26 dicembre 2013   | 1º aprile 2017  |
| 9  | Episode Nine     | Episodio 9      | 2 gennaio 2014     | 1º aprile 2017  |
| 10 | Episode Ten      | Episodio 10     | 9 gennaio 2014     | 1º aprile 2017  |
| 11 | Episode Eleven   | Episodio 11     | 16 gennaio 2014    | 1º aprile 2017  |
| 12 | Episode Twelve   | Episodio 12     | 23 gennaio 2014    | 1º aprile 2017  |
| 13 | Episode Thirteen | Episodio 13     | 30 gennaio 2014    | 1º aprile 2017  |

## Episodio 1
- Titolo originale: Episode One
- Diretto da: Daina Reid
- Scritto da: Roger Monk

### Trama
Jake, Felix, Andy e Sam cercano di capire perché le famiglie non li riconoscano e non ci sia traccia della loro esistenza perfino a scuola.

## Episodio 2
- Titolo originale: Episode Two
- Diretto da: Daina Reid
- Scritto da: Rhys Graham

### Trama
Riuniti in un rifugio abbandonato, i ragazzi cercano di farsi una ragione di essere diventati perfetti sconosciuti per amici e familiari.

## Episodio 3
- Titolo originale: Episode Three
- Diretto da: Daina Reid
- Scritto da: Craig Irvin

### Trama
Il disperato tentativo dei ragazzi di dimostrare la loro esistenza porta Sam a scoprire che è stato sostituito da "Sammy", un'altra versione di se stesso.

## Episodio 4
- Titolo originale: Episode Four
- Diretto da: Daina Reid
- Scritto da: Rhys Graham

### Trama
Ossessionato dal trovare una spiegazione razionale alla situazione dei ragazzi, Andy rischia di finire sotto le ruote di uno scuolabus.